# The Delivery Man
Cet article concerne l'album d'Elvis Costello. Pour le film de Ken Scott, voir The Delivery Man (film).
Albums de Elvis Costello and the Imposters
North
(2002) Il Sogno
(2004)
The Delivery Man (2004) est un album d'Elvis Costello and the Imposters.

## Liste des pistes
| No  | Titre                              | Auteur                   | Durée |
| --- | ---------------------------------- | ------------------------ | ----- |
| 1.  | Button My Lip                      | Elvis Costello           | 4:54  |
| 2.  | Country Darkness                   | Costello                 | 3:57  |
| 3.  | There's a Story in Your Voice      | Costello                 | 3:43  |
| 4.  | Either Side of the Same Town       | Costello, Jerry Ragovoy  | 3:59  |
| 5.  | Bedlam                             | Costello                 | 4:48  |
| 6.  | The Delivery Man                   | Costello                 | 4:38  |
| 7.  | Monkey to Man                      | Costello                 | 4:28  |
| 8.  | Nothing Clings Like Ivy            | Costello                 | 4:17  |
| 9.  | The Name of This Thing Is Not Love | Costello                 | 2:50  |
| 10. | Heart Shaped Bruise                | Costello                 | 4:07  |
| 11. | Needle Time                        | Costello                 | 5:05  |
| 12. | The Judgement                      | Costello, Cait O'Riordan | 3:58  |
| 13. | The Scarlet Tide                   | T-Bone Burnett, Costello | 4:57  |

## Personnel
- Elvis Costello - Chant ; guitare ; piano; glockenspiel ; tambourin ; guitare basse; Ukulélé
- Steve Nieve - Claviers ; piano ; accordéon; Thérémine ; Mélodica ; Omnichord
- Davey Faragher - Guitare basse ; chant
- Pete Thomas - Batterie

### Personnel supplémentaire
- Emmylou Harris - Chant d'accompagnement
- Dennis Herring - Guitare
- John McPhee - Guitare
- Lucinda Williams - Chant d'accompagnement